# Roger Dennis Markwick
Roger Dennis Markwick (* 1949) ist ein australischer Historiker.

## Leben
Er erwarb den Bachelor of Arts an der Australian National University, das Diploma in Education an der University of Melbourne, den Master of Arts an der University of Melbourne und 1995 den PhD an der University of Sydney. Seit 2001 lehrt er als Professor an der University of Newcastle moderne europäische Geschichte, wobei er sich auf moderne russische und sowjetische Geschichte spezialisierte.
Seine Forschungs- und Lehrinteressen sind die Natur des Faschismus, der jüdische Holocaust, Israel und der Nahe Osten, koloniale Siedlerstaaten sowie Intellektuelle, Geschichtsschreibung und Wissenspolitik.

## Schriften (Auswahl)
- mit Graeme Gill: Russia’s stillborn democracy? From Gorbachev to Yeltsin. Oxford 2000, ISBN 0-19-924041-8.
- Rewriting history in Soviet Russia. The politics of revisionist historiography, 1956–1974. Basingstoke 2001, ISBN 0-333-79209-2.
- mit Euridice Charon Cardona (Hg.): Soviet women on the frontline in the Second World War. Basingstoke 2012, ISBN 978-0-230-57952-1.
- mit Beate Fieseler (Hg.): Sovetskij tyl 1941–1945. Povsednevnaja žizn' v gody vojny. Moskva 2019, ISBN 978-5-8243-2307-8.